# Manga (département tchadien)
Le département de Manga est un des cinq départements composant la province de la Tandjilé au Tchad. Son chef-lieu est Dono-Manga.

## Subdivisions
Le département de Manga compte trois sous-préfectures qui ont le statut de communes :
- Dono-Manga,

## Histoire
Le département de Manga a été créé par l'ordonnance n° 038/PR/2018 portant création des unités administratives et des collectivités autonomes du 10 août 2018.

## Administration
Préfets de Manga (depuis 2018)
- nd.